# Marcellien d'Auxerre
Ne doit pas être confondu avec saint Marcellin.
Marcellien d'Auxerre, Sancti Marcellini Episcopi Autossiodorensis († ~330), est évêque d'Auxerre de l'an 304 jusqu'à sa mort.
Dans une vie de saint Germain rédigée au XIVe ou XVe siècle, son nom est abrégé en saint Marceaul.

## Biographie
Le livre des évêques d'Auxerre écrit au IXe siècle indique que Marcellien est d'origine gauloise. Il n'est donc pas l'un de ces prédicateurs venus d'Italie, mais soit quelqu'un que saint Pèlerin a converti puis assimilé à son clergé, soit un converti venu d'une autre Église de Gaule fondée auparavant.
Il est témoin de la mort des compagnons de Pèlerin, ultérieurement béatifiés : saint Corcodome, diacre venu de Rome ; saint Alexandre et saint Jovinien, sous-diacres ; saint Marse, prêtre. Tous sont inhumés au Mont-Artre, le cimetière public. 

Il est lui-même inhumé également au Mont-Artre, un 13 mai, vers l'an 330. Il est certain que sa dépouille s'y trouvait encore du temps de saint Germain.

## Culte et hommages
Marcellien fait partie de la vision que saint Mamert († 462) a eue juste avant sa conversion. S'arrêtant sur le Mont-Artre sur la tombe de saint Amâtre, prédécesseur de saint Germain à l'évêché d'Auxerre, Mamert voit saint Pèlerin († ~304) qui lui paraît venir de Boüy lieu de son martyre, arrivant à Auxerre où il rejoint ses quatre successeurs saint Marcellien, saint Valérien, saint Elade et saint Amâtre afin de célébrer ensemble le mystère chrétien. Il les voit alignés ensemble avec saint Pèlerin au centre, à sa droite saint Marcellien puis saint Amâtre et à sa gauche saint Valérien puis saint Elade. Cette vision est rédigée puis lue en présence de saint Germain, par quoi elle acquiert une notoriété locale. 
L'église de l'abbaye Saint-Julien d'Auxerre a toujours eu de ses reliques. Il est donc probable que son corps a été translaté (transféré) du Mont-Artre à cette église. Cette translation aurait alors été effectuée sous l'épiscopat de saint Pallade, à l'occasion de la fondation de cet établissement en 634 ou 644,.
Au début du XVe siècle un catalogue des reliques de la cathédrale Saint-Étienne d'Auxerre y indique la présence de reliques de saint Marcellien.
Le petit village Saint-Marceau près de Toucy, pourrait avoir été originellement nommé en son honneur ; au XVIIIe siècle l'objet du culte au village avait glissé sur saint Marcel, martyr de Châlon († 177 ou 179).